# گورستان یاناکا
گورستان یاناکا (به ژاپنی: 谷中霊園 Yanaka Reien) یک گورستان بزرگ است که در شمال تایتو-کو، توکیو در ژاپن واقع شده است.